# Österforse
Österforse – miejscowość (tätort) w Szwecji w gminie Sollefteå w regionie Västernorrland. Około 245 mieszkańców.